# 喬城天文台
喬城天文台，也稱為國王的天文台，是天文和地磁的天文台 ，由英王喬治三世 (1760年至1820年) 於1769年創建，位於薩里里士滿里士滿宮的老鹿園，現在的大倫敦區內。據以命名的喬城皇家莊園就在北邊的前面。天文台的地基覆蓋在國王亨利五世於1414年建立的卡爾特教團光輝修道院的南側。 
在過去，喬城天文台參加了瑞士錶芯準確性的評鑑和分級。海上航行的導航設備通過機械鐘錶的使用，使鐘錶的準確性變得越來越重要。由於這種需要，天文台開發各種不同的方法以測量鐘錶的精確度。在歐洲，納沙泰爾天文臺、日內瓦天文臺、貝桑松天文臺和喬城天文台都是測試錶芯準確性很傑出的例子。  測試過程都要持續很多天，通常是45天。每個機械裝置都要在5個不同地點，以兩種溫度，每次4或5天經歷10個系列的測試。容許的誤差要遠小於任何其他的標準，包括現代的COSC標準。通國嚴格測試的機械裝置經由天文台的台長簽署認證於德瑪律凱公報發布。德瑪律凱公報會說明測試的準則及機械裝置的實際表現。經由德瑪律凱公報認証的機械裝置稱為天文台時計，並且會由天文台頒布參考編號。 
天文台評定機械裝置精度的作用驅動了機械錶製做行業向更高的精度邁進。因此，今天高品質機械錶的動作有極高的準確性。然而，沒有機械裝置的石英錶機芯在比較下最終可能有比機械錶更高的準確性。因此，這種精密計時器的認證在60年代末和70年代初，隨著石英錶的發展就停止了。
歷任的天文台台長 (管理人) 包括Stephen Demainbray、約翰·威爾士、鮑爾弗·斯圖爾特、G.M.惠普、法蘭西斯·約翰·威爾士惠普、查理斯·克利和喬治·克拉克·辛普森。

## 外部連結
- The Observatory and Obelisks, Kew (Old Deer Park)（页面存档备份，存于）
- Kew Observatory sunspot observations（页面存档备份，存于）
- Google Books on the "Kew Observatory"
- Google Scholar on the "Kew Observatory"
- Richmond Local History Society（页面存档备份，存于）
- National Archives: Records of the Kew Observatory[]
- Janus: Kew Observatory papers – at the Royal Greenwich Observatory Archives（页面存档备份，存于）